# Prusia Răsăriteană
Prusia răsăriteană, numită și Prusia Orientală, (limba germană: Ostpreußen; limba lituaniană: Rytų Prūsija sau Rytprūsiai; limba poloneză: Prusy Wschodnie; limba rusă: Восточная Пруссия — Vostocinaia Prusia) a fost o provincie a Regatului Prusiei și a Imperiului German, situată pe teritoriul fostului Ducat al Prusiei. În zilele noastre, partea de nord a Prusiei Răsăritene, cu excepția  "Memelland" care este parte a Lituaniei, aparține Rusiei – regiunea Kaliningrad (Königsberg). Partea sudică face parte din Voievodatul Varmie-Mazuria din Polonia. Pe teritoriul Prusiei Răsăritene au locuit în vechime prusacii baltici.
Prusia Răsăriteană este localizată pe coasta sud-estică a Mării Baltice. Capitala regiunii a fost Königsberg (redenumită Kaliningrad în 1946 de sovietici).

## De la statutul de cavaleri la cel de vasali
Pe durata secolului al XV-lea, cavalerii teutoni au stăpânit teritoriul Prusiei, parte a statului monastic teuton. Rivalitatea teutonilor cu Regatul Poloniei a aprins mai multe războaie, printre care și războiul de treisprezece ani. Acest război a fost încheiat cu semnarea celui de-al doilea tratat de la Thorn din 1466, care a transformat Prusia Apuseană într-o provincie poloneză, "Prusia Regală", în timp ce Prusia Răsăriteană a rămas sub conducerea cavalerilor teutoni ca o provincie vasală a Poloniei.
Ordinul teutonic a pierdut acest teritoriu în 1525, când Marele Maestru Albert Hohenzollern a secularizat ramura prusacă a ordinului, proclamându-se duce al Prusiei, vasal al coroanei poloneze. Linia ducală a lui Albert s-a stins în 1618, iar Ducatul Prusiei a început să fie condus de electorii de Brandenburg, formând ceea ce s-a numit Brandenburg-Prussia. Electorii-duci s-au eliberat de statutul de vasalitate în 1660, după încheierea Tratatului de la Wehlau.

## Regatul Prusia
Deși Brandenburg a rămas subordonat, teoretic, Sfântului Imperiu Roman, teritoriile prusace nu erau în interiorul granițelor imperiale și erau în afara jurisdicției împăratului. Această independență i-a permis Electorului Frederick al III-lea să se autoproclame rege sub numele de  Frederick I al Prusiei, în 1701. Noul regat condus de dinastia Hohenzollern a devenit cunoscut ca Regatul Prusiei.
După prima împărțire a Poloniei din 1772, Warmia (Ermland în germană), parte a fostei Prusii Regale, a fost unită cu Ducatul Prusiei Răsăritene. Pe 31 ianuarie 1773, regele Frederick al II-lea (Frederick cel Mare) a anunțat că noile teritorii anexate vor fi cunoscute sub numele de "Westpreußen" (Prusia Apuseană) și vechiul Ducat al Prusiei urmau să se numească "Ostpreußen" (Prusia Răsăriteană).

## Imperiul German
Alături de restul Regatului Prusiei, Prusia Răsăriteană a devenit parte a Imperiului German la crearea acestuia din 1871. În 1875, compoziția etnică  a Prusiei Răsăritene era următoarea: 73.48% germani, 18.39% polonezi și 8.11% lituanieni (în conformitate cu "Slownik geograficzny Krolestwa Polskiego"). Populația provinciei în 1900 era de 1.996.626 oameni. Din punct de vedere religios, repartiția populației era următoarea: 1.698.465 protestanți, 269.196 romano-catolici și 13.877 mozaici. Numărul de polonezi (mazurieni) și lituanieni (Lietuvininks) a scăzut de-a lungul timpului din cauza germanizării. Polonezii se concentrau în sudul regiunii (Masuria, Warmia), în vreme ce lituanienii se concentrau în nord-est (Lituania Minor). Națiunea prusacă s-a germanizat complet de-a lungul timpului și, de aceea, vechea limbă prusacă a dispărut. 

### Populația Prusiei Răsăritene în 1890
|                    | Locuitori | Locuitori ne-germani* |
| ------------------ | --------- | --------------------- |
| Prusia Răsăriteană | 1.958.663 | 2,189                 |

Numărul celor cuprinși în categoria "locuitori ne-germani" reprezintă numai pe acei locuitori care nu erau cetățeni germani, dar îi excluse pe cetățenii germani cu descendență ne-germană, atâta vreme cât legile germane făceau diferențe între locuitori (Einwohner), toți oamenii care locuiau în teritoriu, și cetățeni (Bürger), acea parte a populației care avea cetățenia germană.
Din 1885 până în 1890, populația Berlinului a crescut cu 20%, a Brandenburgului și Rhinelandului a crescut cu 8,5%, a Westfaliei cu 10%, în timp ce Prusia Răsăriteană a pierdut 0,07% și Prusia Apuseană 0,86% din populație.
Următoarele ținuturi din provincie au avut un număr mare de mazurieni și warmiaci, grupuri etnice poloneze protestante și catolice, vorbitoare ale unui dialect polonez din Masovia. Procentele sunt în conformitate cu recensământul german din 1900 (numele poloneze sunt scrise cu caractere italice):

Johannisburg (Pisz) 70,2 % 

Ortelsburg (Szczytno) 74,5 % 

Lyck (Ełk) 53,2 % 

Neidenburg (Nidzica) 69,3 % 

Sensburg (Żądzbork) 50,5 % 

Lötzen (Lec) 38,1 % 

Oletzko County Oletzko (Olecko) 33,5 % 

Osterode (Ostróda) 43,9 % 

Allenstein (Olsztyn) 47,1 % 

Rössel (Reszel) 14,0 %

## Republica de la Weimar
După abdicarea Împăratului Wilhelm al II-lea din 1918, Germania a devenit republică. De la Primul Război Mondial și până la Al Doilea Război Mondial, Prusia Răsăriteană și partea de est a Prusiei Apusene au devenit o exclavă germană, create ca urmare a Tratatului de la Versailles, când părți ale Prusiei Apusene și Provincia Posen au fost cedate Poloniei pentru crearea așa numitelor coridorul polonez și orașul liber Danzig. În părțile răsăritene ale Prusiei Apusene trebuia ținut un plebiscit, la fel și în părțile sudice ale Prusiei Răsăritene. În 1920 locuitorii au fost chemați la vot pentru ca să decidă dacă aceste regiuni să facă parte din Polonia sau să rămână în Germania. 96,7 %  din populație a votat pentru rămânerea în interiorul granițelor germane. Alegerea a fost, de fapt, între "Prusia Răsăriteană/Prusia Apuseană" și "Polonia", nu între "Germania" și "Polonia".

## Regimul nazist

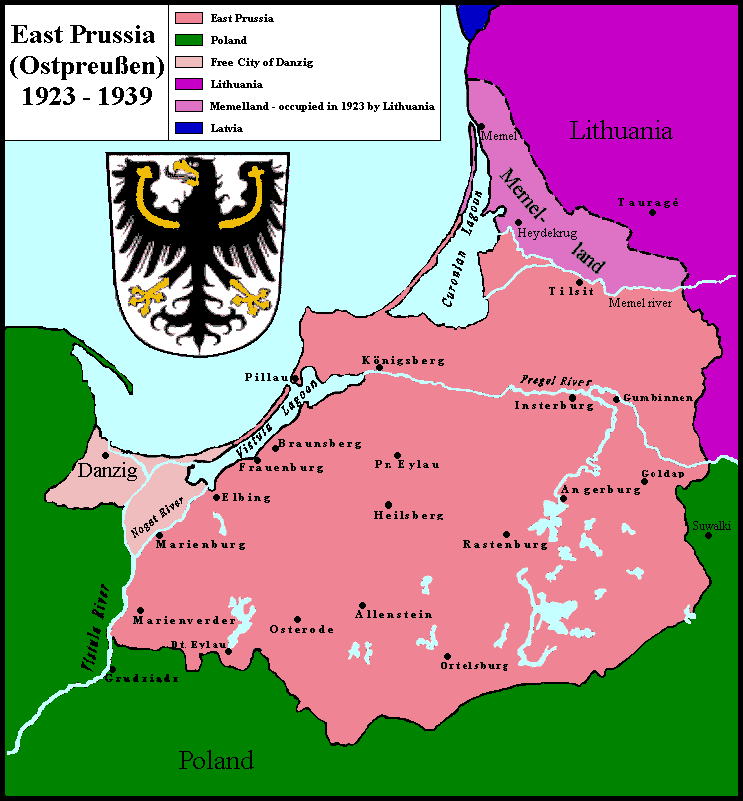
Hartă a Prusiei Răsăritene în 1939

În 1938, naziștii au schimbat aproximativ 1/3 dintre toponimele din zonă, eliminând toate denumirile cu origini poloneze sau lituaniene. Activiștii minorității cu rădăcini poloneze (mazuriene)  care nu au cooperat cu naziștii au fost trimiși în lagăre de concentrare.

## Al Doilea Război Mondial
Pe timpul celui de-al Doilea Război Mondial, provincia și-a mărit suprafața (vezi Zone poloneze anexate de Germania Nazistă). În 1939, Prusia Răsăriteană avea 2,49 milioane de locuitori. Mulți au fost uciși în război, cei mai mulți fiind băieți tineri înrolați în armata germană (Wehrmacht) și uciși în lupte. 
Armata Roșie a Uniunii Sovietice a intrat în Prusia Răsăriteană pe 29 august 1944. Zvonurile despre masacrele și violurile comise de trupele sovietice au făcut ca populația civilă să intre în panică și să pornească în refugiu către vest. Mai mult de 2 milioane de persoane au fost evacuate, majoritatea cu ajutorul navelor pe Marea Baltică. Peste 15.000 de civili și militari refugiați s-au înecat când vapoarele Wilhelm Gustloff, Steuben și Goya au fost torpilate de submarine sovietice. 
După război, câțiva etnici germani, care fugiseră din zonă la începutul anului 1945, au încercat să se reîntoarcă la casele lor din Prusia Răsăriteană. Dar chiar și germanii rămași în zonă au fost expulzați de către țările comuniste care au împărțit Prusia Răsăriteană. În timpul războiului și scurt timp după aceea, mulți oameni au fost deportați la muncă silnică în Gulag, în zonele cele mai îndepărtate ale Rusiei. Mulți dintre deportați nu au supraviețuit în lagărele de muncă. Folosirea limbii germane a fost interzisă, toate numele germane au fost schimbate cu unele rusești sau poloneze. 
În aprilie 1946, partea de nord a Prusiei Răsăritene a devenit, în mod oficial, parte a RSFS Ruse. În luna iulie a aceluiași an, capitala Königsberg a fost rebotezată Kaliningrad, iar zona a fost redenumită Regiunea Kaliningrad. După expulzarea populației germane, în zonă au fost aduși ruși, belaruși și ucraineni în zona de nord, care a devenit parte a Rusiei, iar expatriați polonezi din partea de răsărit a Poloniei cedată URSS-ului au fost așezați în partea de sud a Prusiei Răsăritene, azi cunoscută sub numele de  Voievodatul Warminsko-Mazurskie.